# De 3D-bielen
 De 3D-bielen is de naam van het 129e album uit de reeks van De avonturen van Urbanus en verscheen in 2008 in België. Het stripverhaal werd getekend door Willy Linthout die het samen met Urbanus heeft geschreven.

## Verhaal
Urbanus is het beu om voor alles te moeten opdraaien. Hij roept de hulp in van Sinterklaas. Kan deze hem twee nieuwe broertjes bezorgen? Eentje om zijn huiswerk te maken en eentje om de douche die stuk is te repareren.

## Trivia
- Deze strip is niet, zoals gewoonlijk getekend, maar met een 3D-uitwerking gemaakt.